# Рыбное (озеро, Олонецкий район)
Рыбное — озеро на территории Коверского сельского поселения Олонецкого района Республики Карелии.

## Общие сведения
Площадь озера — 1,2 км², площадь водосборного бассейна — 2,3 км². Располагается на высоте 17,3 метров над уровнем моря.
Форма озера лопастная, продолговатая: вытянуто с юго-востока на северо-запад. Берега каменисто-песчаные, преимущественно возвышенные.
Из северо-западной оконечности озера вытекает ручей без названия, впадающий в реку Туксу, приток Олонки.
В юго-восточной части озера расположены два небольших острова без названия.
Вдоль юго-западного берега озера проходит дорога местного значения 86К-188 («Новинка — Тигвера»).
Код объекта в государственном водном реестре — 01040300211102000014954.